# Test di Rorschach

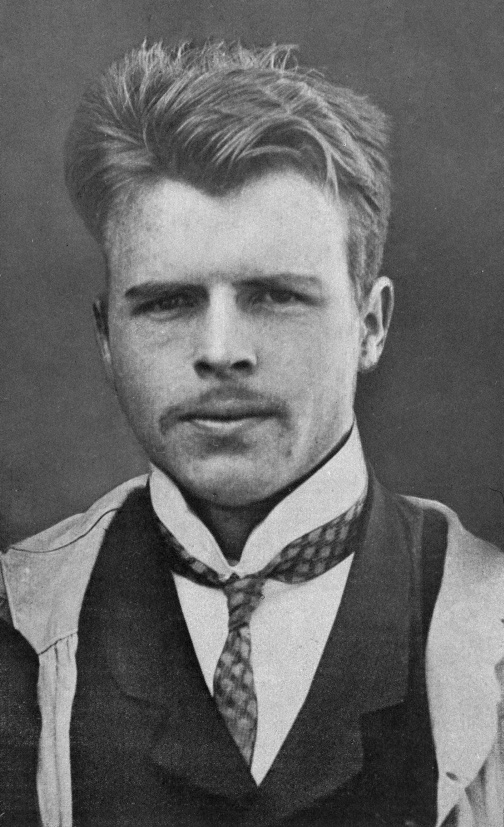
Hermann Rorschach, creatore del test nel 1921

In psicologia e psichiatria, il test di Rorschach (pr. /ˈroːrʃax/), così chiamato dal nome del suo creatore Hermann Rorschach (1884-1922), è un noto test psicologico proiettivo utilizzato per l'indagine della personalità.
In particolare, fornisce dati utili per quanto riguarda il funzionamento del pensiero, l'esame di realtà, il disagio affettivo e la capacità di rappresentazione corretta di sé e degli altri nelle relazioni.

## Storia
L'utilizzo dell'interpretazione di "disegni ambigui" per valutare la personalità di un individuo è un'idea che risale a Leonardo da Vinci e Botticelli. L'interpretazione di macchie di inchiostro era parte integrante di un gioco del tardo diciannovesimo secolo. Quello di Rorschach fu, però, il primo approccio sistematico di questo genere.
È possibile che l'uso di macchie d'inchiostro da parte di Rorschach sia stato ispirato dal medico tedesco Justinus Kerner, che, nel 1857, pubblicò un popolare libro di poesie, ognuna delle quali ispirata a una macchia d'inchiostro creata accidentalmente. Anche lo psicologo francese Alfred Binet ha compiuto esperimenti con macchie di inchiostro utilizzate come test di creatività.
Dopo aver studiato 300 pazienti e 100 soggetti di controllo, nel 1921 Rorschach scrisse il libro "Psychodiagnostik", destinato a formare la base del test, ma morì l'anno successivo, a soli 38 anni. Pur essendo stato vicepresidente della 'Società Svizzera di Psicoanalisi', Rorschach ebbe problemi a far pubblicare il libro, e quando infine ci riuscì, non godette inizialmente di molta attenzione. Walter Morgenthaler produsse nel 1932 una seconda edizione, mentre la prima traduzione in lingua inglese avvenne solo nel 1942, con il titolo Psychodiagnostics: A Diagnostic Test Based on Perception.
Il metodo di valutazione dei risultati del test creato inizialmente da Rorschach fu migliorato dopo la sua morte da Samuel Beck, Bruno Klopfer e altri. John Exner riunì in seguito alcuni di questi sviluppi nel comprehensive system (sistema comprensivo), anche in un tentativo di dare ai punteggi un rigore statistico. Il sistema di Exner rimane molto popolare negli Stati Uniti, mentre in Europa si considera spesso il libro di Ewald Bohm, più vicino al sistema originario di Rorschach, come riferimento standard.

## Descrizione del test
Il test si compone essenzialmente di 10 tavole, su ciascuna delle quali è riportata una macchia d'inchiostro simmetrica: 5 monocromatiche, 2 bicolori e 3 colorate. La scelta delle tavole, il loro ordine di presentazione, e le loro caratteristiche formali e contenutistiche richiesero molti anni di ricerche e tentativi da parte di Hermann Rorschach. Le tavole sono sottoposte all'attenzione del soggetto una alla volta e, per ciascuna e senza limiti di tempo imposto, gli viene chiesto di esprimere tutto ciò cui, secondo lui, la tavola somiglia.
Pur non esistendo risposte giuste o sbagliate, esse sono normate da un ponderoso elenco standardizzato che, secondo i sostenitori del test, ne renderebbe la valutazione attendibile. Dall'interpretazione delle risposte date a ciascuna tavola è possibile – a seconda del tipo di siglatura e di approccio teorico interpretativo – delineare un profilo per attitudini, un profilo di personalità (Sfera dell'Intelligenza, dell'Affettività e del Contatto Sociale) e identificare eventuali nodi problematici del soggetto. È un test molto usato in ambito clinico, e laddove sia necessario esplorare le dinamiche interpersonali.
Al contempo, la definizione stessa di "test" risulta non essere totalmente adeguata, in quanto come test psicologico presenta scarsissime proprietà psicometriche. Molti studiosi ritengono che il termine più corretto sarebbe quello di "Reattivo di Rorschach", in quanto si vanno a indagare le risposte soggettive di fronte a stimoli nuovi e ambigui.
Storicamente sono stati proposti diversi sistemi di classificazione e analisi per ovviare a queste carenze psicometriche. In particolare, negli Stati Uniti a partire dalla fine degli anni settanta è stato dato inizio a ricerche di validazione sempre più ampie e strutturate, che hanno condotto all'articolazione di nuovi sistemi di "siglatura" (ovvero di strutturazione e inquadramento categoriale delle risposte qualitative fornite dal soggetto). Solitamente non è categorizzato tra i test psicometrici oggettivi. Pertanto questo strumento viene sempre utilizzato tenendo presente questi limiti; è considerato invece ideale per elicitare delle risposte attraverso l'uso di stimoli ambigui.
Attualmente esistono due grandi gruppi di scuole di "siglatura": quella europea e quella americana (Metodo Exner). Il "Sistema Comprensivo di Exner" ha rappresentato un ampio tentativo di ricondurre il test di Rorschach nell'alveo dell'assessment psicologico di matrice psicometrica, cercando di integrarne le istanze proiettive con una vasta base di dati statistici. È attualmente il metodo più diffuso in ambito anglosassone. Approccio diverso è quello europeo tradizionale che, seppur sempre fondato sui dati normativi statistici calcolati per le popolazioni di riferimento, prevede un maggior spazio per gli aspetti interpretativi e psicodinamici. In particolare, si riconosce una tradizione psicoanalitica e fenomenologica (radicata soprattutto in Francia: il cosiddetto "Metodo Chabert"), e una detta "Svizzero-Italiana" (Metodo "Bohm/Loosli-Uster/Passi-Tognazzo").
Indipendentemente dall'approccio usato, il Rorschach deve essere sempre applicato con grande attenzione e consapevolezza, e data la sua delicatezza e complessità interpretativa sarebbe consigliabile, per il professionista che intenda usarlo, ottenere preventivamente un'adeguata qualificazione ed esperienza d'uso.
L'interpretazione del test di Rorschach non si basa solo sul contenuto della risposta inteso come "che cosa" la persona vede nella macchia d'inchiostro. In effetti, il contenuto rappresenta una parte relativamente limitata di un insieme di variabili più ampio che viene impiegato per interpretare i dati: per esempio, il tempo impiegato dal soggetto per fornire una risposta a una tavola è significativo (un tempo lungo può indicare "shock"), così come lo sono gli eventuali commenti accessori alla risposta vera e propria.
In particolare, le informazioni sulle determinanti (gli aspetti generali della macchia d'inchiostro che hanno portato alla risposta, come la forma e il colore) e la posizione (quali dettagli della macchia hanno portato alla risposta) sono spesso considerate più importanti del contenuto, pur esistendo indicazioni contrastanti al riguardo. L'originalità può essere inoltre considerata un'ulteriore categoria di base.

### Il contenuto
Il contenuto è etichettato come "umano", "naturale", "animale", "astratto", eccetera, oltre ad essere classificato per frequenza statistica (originalità).
Alcuni autori ritengono che, più di tutte le altre componenti del test, il contenuto può essere controllato in maniera cosciente dal soggetto, e può scaturire dai fattori più disparati, il che rende difficoltoso usare il contenuto, svincolato dal resto, per trarre qualsiasi conclusione sulla personalità del soggetto; con alcuni individui, il contenuto è potenzialmente interpretabile in maniera diretta, e a volte è possibile ottenere informazioni analizzando tendenze tematiche che si ritrovano nell'intero insieme delle risposte (cosa fattibile solo quando sono state fornite parecchie risposte) ma, in generale, il contenuto non può essere analizzato fuori dal contesto dell'intero test. Esiste una notevole letteratura scientifica sul Rorschach, o basata sull'uso dello stesso.
Può essere utile, in determinati contesti clinici ed in base agli specifici obiettivi, affiancare al Rorschach anche un altro test quale un "inventario della personalità"; ad esempio, la correlazione e il confronto tra test come il Rorschach e il MMPI-2 potrebbe aiutare nel fornire un'immagine abbastanza esaustiva del sistema psichico indagato: il Rorschach ne delinea la personalità profonda, il Minnesota rileva l'espressione di essa.

### Localizzazione
Le risposte sono generalmente fornite sulla base dell'intera immagine o di un dettaglio (la cui scelta può essere più o meno comune), oppure sullo spazio negativo intorno o all'interno della macchia d'inchiostro.

### Determinanti
I sistemi di interpretazione e di siglatura includono di norma il concetto di "determinanti", fattori che contribuiscono a far stabilire al soggetto la somiglianza tra la tavola e il contenuto identificativo; essi possono essere rappresentativi di alcune attitudini percettuali di base, mostrando aspetti del modo in cui il soggetto percepisce il mondo. L'opera originale di Rorschach utilizzava solo forma, colore e movimento come determinanti; attualmente, un'altra determinante basilare è considerata il chiaroscuro.
La forma è la determinante più comune, e presenta una connessione con i processi intellettuali; le risposte al colore forniscono spesso informazioni sulla vita emozionale. Il chiaroscuro e il movimento hanno storicamente avuto interpretazioni e definizioni ambigue: in origine Rorschach non considerava per niente il chiaroscuro (che non era proprio presente nelle tavole, in quanto risultato del processo di stampa), e considerava solo il movimento in senso letterale, mentre altri gli attribuiscono il significato più ampio di qualcosa che secondo il soggetto "succede" nella tavola.
Più di una determinante può contribuire alla formazione della percezione del soggetto, e la fusione di due determinanti viene registrata, pur tenendo in debito conto quale delle due ha fornito un contributo primario (ad esempio, "forma-colore" implica un controllo più raffinato degli impulsi rispetto a "colore-forma"). In effetti, è dalla relazione e dal bilanciamento tra determinanti che si può meglio inferire la personalità.

## Le tavole
Alcuni professionisti della salute mentale ritengono necessario mantenere riservate le rappresentazioni delle tavole del Test di Rorschach, in modo da rendere spontanee e senza interferenze pregresse le risposte dei soggetti alla loro visione. Il test si basa infatti essenzialmente proprio sulla risposta "istintiva" del soggetto alla prima visione delle tavole, e una precedente visualizzazione delle stesse potrebbe quindi inficiarne la validità. Questa linea di condotta etica è stata violata per la prima volta da William Poundstone, con il suo libro Big Secrets nel 1983, dove descriveva i metodi per la somministrazione del test e forniva la sagoma delle dieci immagini ufficiali. In tempi più recenti, le immagini sono state pubblicate su internet. Secondo alcune delle principali associazioni scientifiche e istituzionali di ambito psicologico (come la stessa American Psychological Association), queste divulgazioni pubbliche, compresa quella di Wikipedia, hanno l'effetto di ridurre l'utilità diagnostica di questo test proiettivo verso tutti quegli individui a cui le macchie sono divenute familiari, poiché la loro conoscenza compromette irrimediabilmente l'attendibilità dei risultati.
L'International Rorschach Society ha reclamato un suo copyright sulle immagini di Rorschach; questa rivendicazione è stata oggetto di controversia in quanto le immagini, perlomeno quelle relative alle tavole originali, si trovano in pubblico dominio secondo le norme del diritto d'autore, che si basano sulla data della prima creazione dell'opera e dal tempo trascorso dalla morte dell'autore, avvenuta in questo caso più di 80 anni fa: Hermann Rorschach morì infatti nel 1922, l'anno successivo alla pubblicazione del suo classico volume Psychodiagnostik (che raccoglie i risultati degli anni di sperimentazione con diversi set di macchie e gli esiti delle ricerche svolte con i suoi pazienti). L'editore svizzero originale delle tavole, Hogrefe & Huber, nel 1994 ha depositato il nome "Rorschach" come trademark registrato.

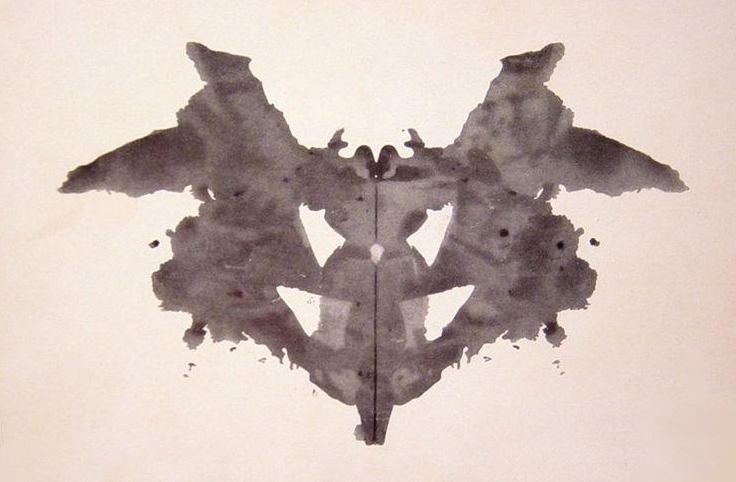
Prima tavola
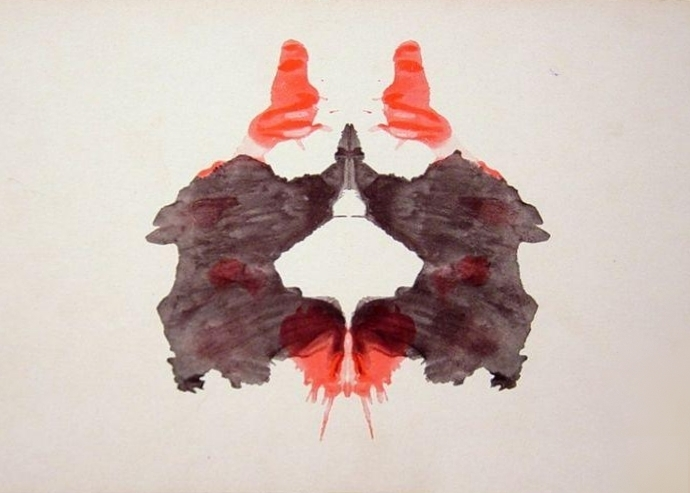
Seconda tavola
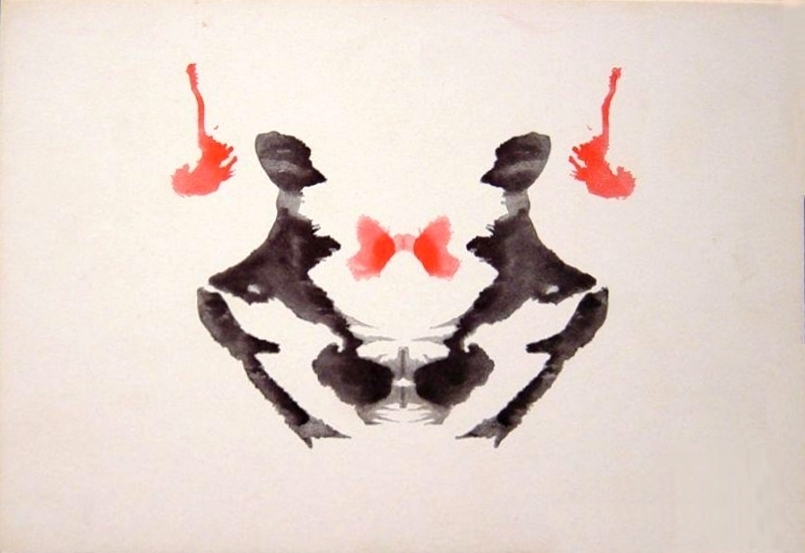
Terza tavola
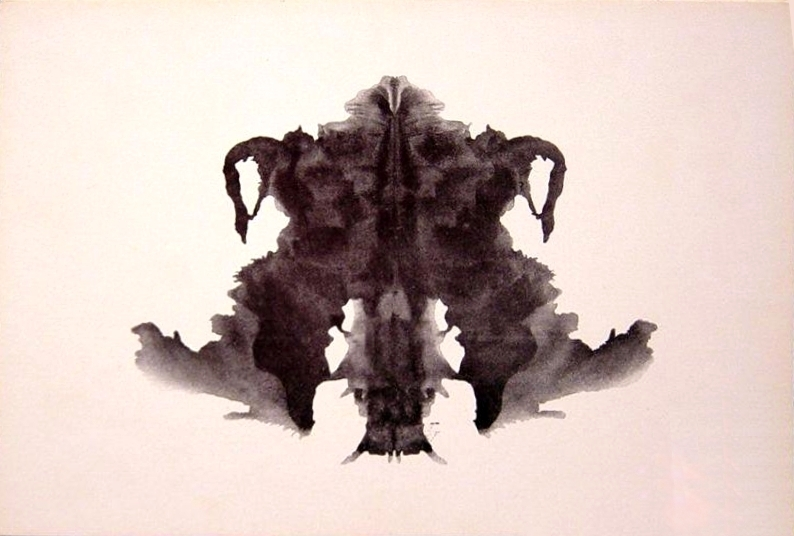
Quarta tavola
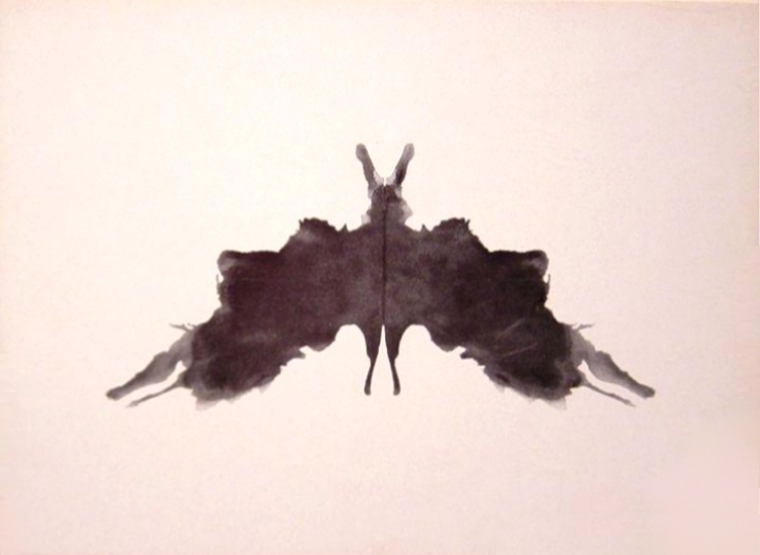
Quinta tavola
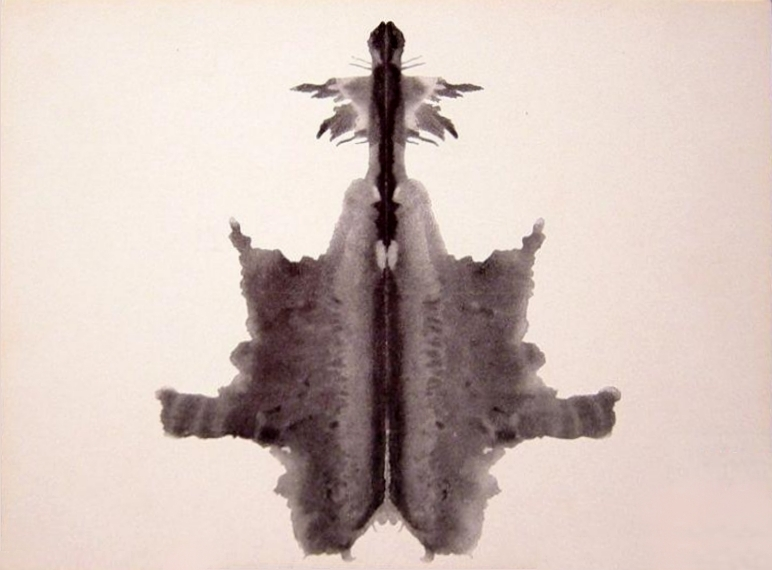
Sesta tavola
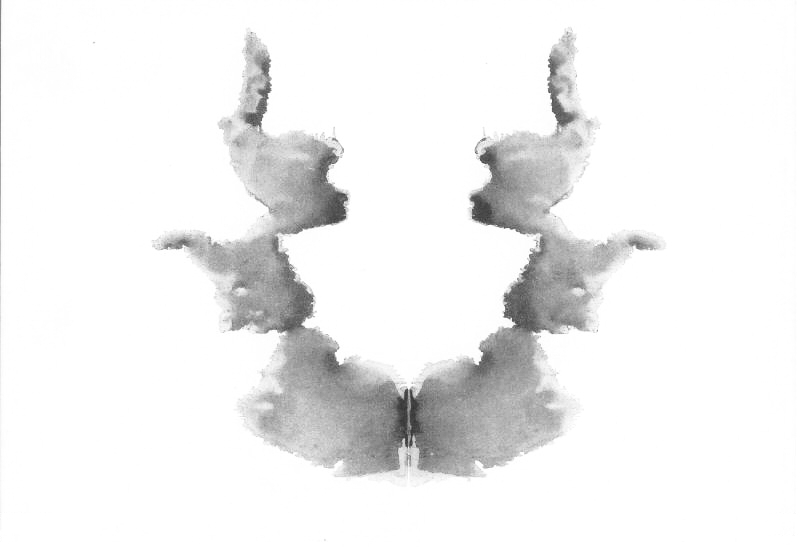
Settima tavola
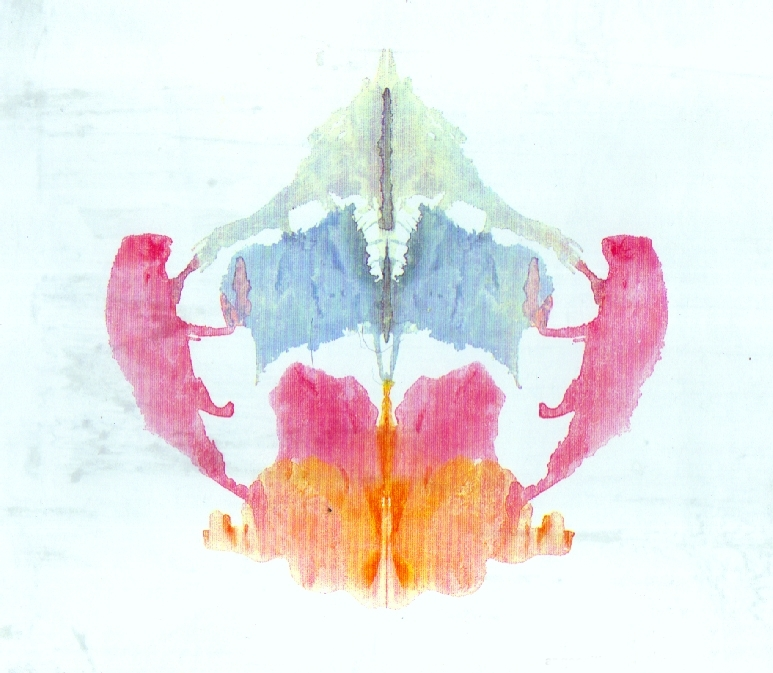
Ottava tavola
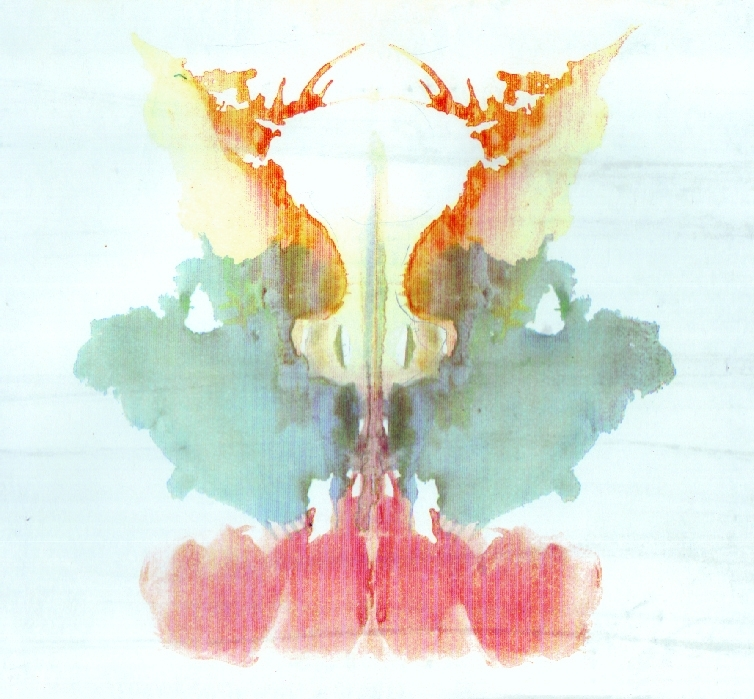
Nona tavola
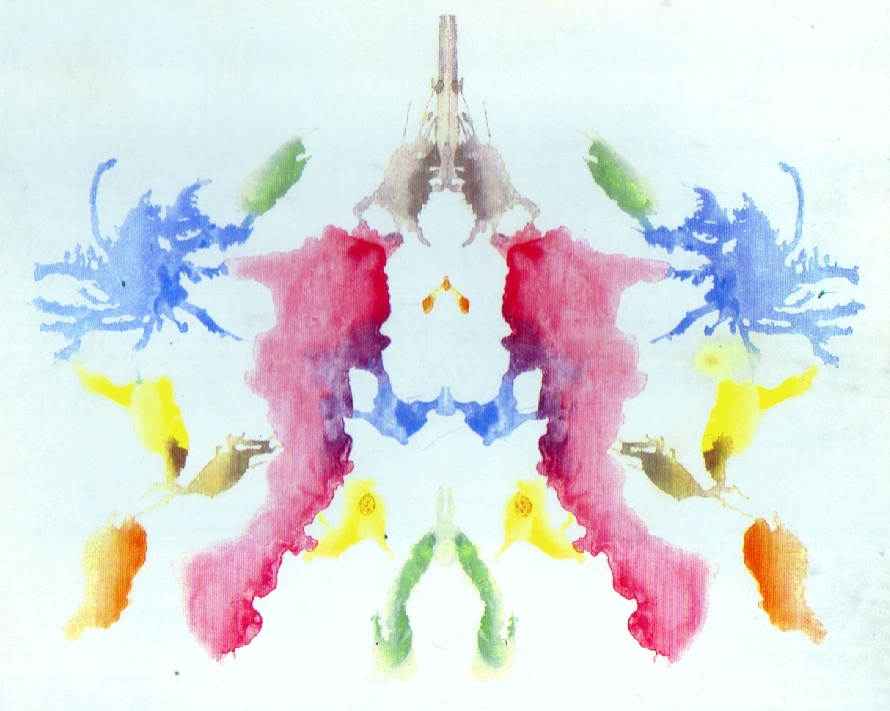
Decima tavola

## Il metodo Passi-Tognazzo
Il metodo Passi-Tognazzo, detto anche "metodo svizzero-italiano", è un metodo di interpretazione del Rorschach molto diffuso in Italia, che procede parallelamente su due versanti: quello interpretativo (orientamento psicodinamico) e quello strutturale (statistico). La piena coincidenza dei due versanti su un determinato elemento di personalità lo rende significativo, e fornisce incremento di validità del Test. Il metodo offre la possibilità di utilizzare un approccio interpretativo senza svalutare quello statistico.
È necessario sottolineare che solo psicologi e psichiatri, dopo un'adeguata preparazione, possono somministrare le tavole, raccogliere informazioni e interpretare i risultati del test per avere un risultato sufficientemente attendibile. Di norma l'operatore che somministra il test dovrà mostrare le tavole una alla volta in ordine di numerazione crescente, orientate come indicato dalla freccia sul retro delle tavole. L'operatore di norma non pone limiti temporali per ogni singola tavola e i dati che dovrà raccogliere durante la somministrazione del test al soggetto sono molteplici. I più importanti e normalmente analizzati sono:
- La descrizione del contenuto della tavola
- La giustificazione fornita dal soggetto per motivare la descrizione
- Il tempo utilizzato
- Il linguaggio non verbale che viene rilevato dall'operatore
- Le rotazioni delle tavole effettuate dal soggetto

### La descrizione del contenuto
Ogni tavola non ha un preciso contenuto universale valido: essendo un test proiettivo, lo scopo è valutare la risposta del soggetto a stimoli ambigui. Pertanto, il soggetto deve descrivere quello che gli sembra di vedere, non essendoci una vera risposta esatta. L'operatore che somministra il test tuttavia terrà debitamente conto del contenuto descritto per delineare il profilo del paziente. Alcune descrizioni, secondo i sostenitori del test, potrebbero essere sintomo di patologie.

### La giustificazione fornita dal soggetto
Le motivazioni fornite dal soggetto costituiscono un elemento molto importante di analisi. Innanzitutto, le risposte sono normalmente considerate valide se sono adeguatamente motivate. La giustificazione può essere fornita sia spontaneamente dal soggetto durante la visione della singola tavola sia in una fase successiva, quando l'operatore mostrerà nuovamente tutte le tavole, ricordando al soggetto la descrizione precedentemente fornita. Dalle giustificazioni inoltre è possibile notare ulteriori aspetti del soggetto.

### Il tempo utilizzato
Il tempo utilizzato per ogni singola tavola è un elemento che viene costantemente monitorato. Inoltre, in alcune tavole il tempo di risposta è uno dei fattori fondamentali, per esempio nella prima: infatti un tempo eccessivo senza alcuna risposta viene ritenuto come segno shock da parte di alcuni professionisti. L'operatore che somministra il test fa in modo che il soggetto prenda i tempi che ritiene opportuni, al fine di monitorare un dato spontaneo.

### Il linguaggio non verbale
Data la notevole complessità dell'argomento, si rimanda alle pagine della comunicazione non verbale e del linguaggio del corpo.

### Le rotazioni delle tavole
Il comportamento delle mani del soggetto viene monitorato con una particolare attenzione. Viene interpretato positivamente il fatto che il soggetto ruoti le tavole al fine di individuare al meglio le figure all'interno. Nel caso il soggetto copra le tavole con le mani, viene spesso indicato come un sintomo di una patologia.

## Il metodo Exner
L'Exner scoring system, conosciuto in lingua inglese anche come Rorschach comprehensive system (RCS), è un metodo che si propone di standardizzare le valutazioni del test di Rorschach tramite metodi statistici. È stato sviluppato a partire dagli anni sessanta da John Exner. Nel 1969 Exner pubblicò The Rorschach Systems, una breve descrizione di quello che sarebbe poi divenuto noto come Exner scoring system, seguito tempo dopo da The Rorschach: A Comprehensive system, uno studio più completo sul suo metodo. Dopo la morte dell'autore nel 2006, il metodo ha smesso di aggiornarsi secondo quelle che erano le direttive del Rorschach Research Council(RRC) un comitato creato per la validazione delle variabili studiate nel test e per la standardizzazione dello stesso, utile inoltre per l'introduzione di prospettive di studio sempre nuove sul test. Alla morte del padre del Sistema Comprensivo, non essendo presenti direttive dello stesso il sistema comprensivo ha smesso di essere aggiornato. Sulla falsariga della ricerca precedente svolta sul test secondo il paradigma exneriano nel 2011 da parte dell'ex entourage del RRC, nasce il nuovo sistema R-PAS (Rorschach Performance Assessment system)

## Il metodo R-PAS
Come riportato in precedenza, alla morte di John E. Exner Jr. le possibilità di aggiornamento del sistema comprensivo (RCS) vennero meno e in risposta a questa necessità di continuo aggiornamento, alla base del RRC nasce la nuova manualistica. 4 dei 5 autori di questo nuovo manuale collaboravano attivamente ed erano presenti nel RRC. Il nuovo modello è evidence-based, basa dunque il suo aggiornamento e la sua revisione su quelle che è lo stato dell'arte più attuale. Nel 1999 il test di Rorschach e tutte le modalità di somministrazione ad esso correlate vennero messe in dubbio da un articolo di Garb H.N. che insieme ad altri autori poneva una moratoria sull'utilizzo dello stesso in ambito clinico fino a che non ne fosse stata chiarita la validità dei valori: "The moratorium should last until we have determined which Rorschach scores are valid and which ones are invalid". Successivamente nel 2013 si ha un punto di svolta in questa direzione quando J.L. Mihura, con un'imponente opera di meta-analisi dimostra la validità delle variabili del test e riporta quali abbiano più o meno supporto scientifico. Le variabili relative al gruppo avente maggior supporto scientifico formeranno la pagina 1 delle variabili della nuova metodologia, mentre quelle in pagina 2 sono quelle aventi minor validità. Successivamente nel 2015 Garb sulla scorta dell'articolo precedentemente citato di J.L. Mihura, si ritrova a ritirare la sua moratoria sull'utilizzo del Test di Rorschach. Questo breve excursus spiega le fondamenta su cui poggia questa nuova metodologia di somministrazione del test di Rorschach, negli anni inoltre svariati studi hanno confermato la validità del test : dalle neuroscienze, alle capacità predittive dello stesso. Quando parliamo di validità, uno degli aspetti che più contraddistingue il test di Rorschach è la validità concorrente dello stesso; il test rende infatti al meglio nel momento in cui viene utilizzato in un protocollo di assessment multiplo (ad es. MMPI-2 e Rorschach), avendo la peculiarità di essere uno dei pochi test di performance tipica non self-report ad essere anche standardizzato con un campione normativo di riferimento (nel caso del metodo R-PAS).

### L'utilizzo del R-PAS
l'R-PAS si pone come primo metodo internazionale per la somministrazione del test di Rorschach e in quanto tale mette in primo piano oltre alla metodologia evidence-based citata in precedenza, la strutturazione di un metodo il più standardizzato possibile per la somministrazione e l'interpretazione delle tavole.
Il metodo si suddivide in 4 parti fondamentali:
- La fase di risposta, nella quale l'attenzione viene posta maggiormente sul numero di risposte raccolte per far sì che venga mantenuta la validità del test
- La fase di chiarificazione, necessaria per la codifica nella maniera il più corretta possibile delle varie risposte raccolte nella prima fase
- La fase di siglatura, dove alle risposte date dal soggetto esaminato viene attribuito una specifica codifica, necessaria poi al computo dei punteggi standardizzati (standard scores)
- La fase di interpretazione, basata su valori standardizzati e ottenuti con l'utilizzo di algoritmi pre-impostati tramite un programma di scoring online del protocollo.[37]

Nell'insegnamento del metodo viene posta una particolare attenzione alla "standardizzazione": i manuali per l'utilizzo del Rorschach secondo il metodo R-PAS danno specifiche istruzioni già a partire dal setting di somministrazione, fino ad arrivare a fornire linee guida su come condurre le fasi di risposta e di chiarificazione. Attraverso poi esempi di siglatura mirati al disambiguare i dubbi possibili, si cerca di diminuire il più possibile l'arbitrarietà del clinico o ricercatore che sta utilizzando il test.

## Il metodo Klopfer
“L'originale reinterpretazione del metodo di Rorschach , tentata da Bruno Klopfer e presentata nel 1942 nell'opera pubblicata assieme a D. M. Kelley con il titolo “The Rorschach Technique” ha avuto una diffusione, al di là e al di qua dell'Oceano, che può essere definita, senza tema di esagerazione, enorme ed è stata utilizzata direttamente o indirettamente, da gran parte degli studiosi di psicologia".
La tecnica di Klopfer presenta alcune peculiarità: 
1. la distinzione tra performance libera da interventi dello sperimentatore e inquiry	in	cui lo sperimentatore interviene nell'analisi del processo	percettivo
2. testing	limit in	cui si suggerisce al soggetto una determinata interpretazione
3. experience	balance	 secondaria e costituzionale fra introversione ed estroversione
4. over	control ipercontrollo	formale		come fattore diagnostico
5. valutazione	della maturità pulsionale
6. La	parte più innovativa del metodo è la distinzione tra le	determinanti	di profondità e diffusione da un lato e di superficie	dall'altro, che eleva il momento della tridimensionalità	(veduta, prospettiva, diffusione, profondità) e quello della tattilità (tessuto) a criterio di suddivisione delle determinanti	centrali dello psicogramma
7. introduzione	delle	determinanti di colore puro e chiaroscuro
8. valutazione	della prognosi all'inizio e nel corso della psicoterapia.

La tecnica di Klopfer è stata introdotta in Italia da Silvio Graziadio Cusin che ha tradotto e adattato il testo di Bruno Klopfer e Helen Davidson “The Rorschach Technique: An Introductory Manual “ ,1962.

## Critiche e controversie
Il test di Rorschach ha ricevuto diverse critiche e la sua attendibilità è stata ed è tuttora messa in dubbio, sia da psicologi, che da organizzazioni "scettiche" come lo CSICOP. In alcuni casi il test è stato considerato una pseudoscienza e sono stati fatti paralleli sulla sua esecuzione da parte degli psicologi e le tecniche di cold reading (lettura a freddo).
Il test si basa sull'idea che valutazioni oggettive sullo stato psicologico dei pazienti possano essere ricavate dalle risposte all'osservazione e interpretazione delle macchie, teoricamente senza senso, presenti sulle tavole. Alcune indagini recenti hanno anche ipotizzato che le macchie non siano interamente casuali e che i pazienti tendano a dare interpretazioni sia delle parti aventi un senso, sia di quelle "insensate" del test.
Altre critiche evidenziano il fatto per cui alcune interpretazioni date dagli psicologi possano in realtà essere proiezioni di loro opinioni soggettive. Un altro caso riguarda l'eventualità che in alcuni casi il modo di interpretare le risposte da parte degli esaminatori meno esperti, per esempio la risposta reggiseno, potesse essere valutata come una risposta con valenza sessuale da parte degli psicologi maschi, mentre come "vestiario" dalle psicologhe femmine. Tale autoreferenzialità, tuttavia, svanirebbe se il rorschachista ha effettuato una valida preparazione e supervisione, infatti i Manuali di riferimento forniscono l'esatta e oggettiva collocazione di ogni risposta o di ogni gruppo di risposte fornite in determinate aree delle macchie. Con sistemi di valutazione come quelli di Exner, Passi Tognazzo, Scuola Romana, parte di queste valutazioni soggettive verrebbero eliminate, prendendo in considerazione:
- solo la frequenza con cui alcune risposte vengono date dalla popolazione presa ad esempio (nel caso del reggiseno, per esempio, la risposta è sempre valutata come "vestiario", a meno che non vi siano chiari riferimenti sessuali nella risposta);[42]
- oppure il 'contesto' biografico, quello del protocollo e la ricorrenza di gruppi di risposte: un Rorschach con un numero notevole di interpretazioni sessuali commiste a elementi di vestiario, rende pertinente la situazione della risposta 'reggiseno' in ambito 'Sex' (Passi Tognazzo, 1994).

Sono stati posti dubbi sull'affidabilità inter-rater del sistema di calcolo del punteggio del test, dato che in alcuni casi le valutazioni date da due esaminatori differenti e indipendenti erano diverse tra di loro. A questo proposito, però, studi recenti (2002) che prendono in esame un elevato numero di campioni avrebbero dimostrato un buon valore di affidabilità.
È stato anche fatto notare che, come per molti altri strumenti psicodiagnostici, la validità del test dipende da molte condizioni di contorno, e dalla preparazione ed esecuzione dello stesso, che deve seguire delle condizioni standardizzate (sempre rispettate dai rorschachisti esperti): come il paziente e l'esaminatore sono posizionati, le eventuali spiegazioni introduttive con cui viene presentato il test, come le risposte del paziente vengono riportate, ecc; lo stesso atteggiamento dell'esaminatore nei confronti del paziente, più o meno freddo o più o meno cordiale, tende a modificare i risultati dei test. Per quello che riguarda il suo metodo di interpretazione, Exner ha pubblicato nei suoi lavori, istruzioni molto dettagliate su come eseguire il test, ma alcuni studi critici hanno evidenziato come in diversi casi, relativi all'uso del test in campo giudiziario, queste indicazioni non sempre venissero seguite; tale problema può comunque essere presente anche nella testistica non proiettiva.

### Uso nei processi
Nel 1945, lo psicologo Gustave Gilbert e lo psichiatra Douglas Kelley, entrambi statunitensi, furono incaricati dalle autorità alleate di redigere dei profili psicologici degli imputati nazisti al processo di Norimberga. Nella fase di raccolta dei dati necessari alla redazione dei profili, Gilbert e Kelley effettuarono anche il test di Rorschach su 21 imputati, tra cui Herman Goering. Tale test, tuttavia, non risulta essere stato utilizzato poi in sede processuale e i suoi risultati furono pubblicati solo successivamente.
Il test è spesso utilizzato, unitamente ad altri reattivi, durante i procedimenti giudiziari e, in Italia, nelle consulenze tecniche d'ufficio e di parte relative all'affidamento di minori figli di genitori in via di separazione o di divorzio. Va sottolineato che, almeno in Italia, le cosiddette Perizie (CTU) non 'scrivono' una sentenza: essa è di competenza del Magistrato dopo l'iter prescritto che prevede sempre il diritto al contraddittorio. I Consulenti del Magistrato forniscono elementi utili a illuminare la situazione che viene loro sottoposta (cosiddetti quesiti), spetta alle figure competenti per diritto procedere a un giudizio definitivo, quest'ultimo è fornito valutando l'intera documentazione acquisita, l'audizione delle parti, eventualmente quella (protetta) dei minori, le consulenze d'ufficio e quelle di parte.
Negli USA, ove vige un sistema legale-procedurale completamente differente da quello italiano, l'uso durante i processi e a sostegno di decisioni giudiziarie (che l'ha reso estremamente popolare nell'opinione pubblica) è stato molto criticato. L'uso del test in questo ambito è enormemente cresciuto negli ultimi anni negli Stati Uniti, aumentando del 200% tra il 1996 e il 2005, rispetto ai 50 anni precedenti.
Una delle critiche non è specifica sul Rorschach, ma è applicabile a tutte le valutazioni psicodiagnostiche in ambito peritale e giudiziario: i test clinici nascono, in generale, per la diagnosi di eventuali disfunzioni psicologiche. Una diagnosi errata ha come effetto una cura non efficace (o meno efficace), ma può essere successivamente rivista quando ci si rende conto del problema; al contrario invece, una diagnosi errata ma ritenuta erroneamente corretta legata a una decisione giudiziaria, avrà conseguenze immediate e non sarà facilmente rettificabile.
Il saggista Robyn Mason Dawes, psicologo, docente di psicologia ed ex-membro del comitato etico della American Psychological Association, ha così commentato l'uso dei risultati del test di Rorschach in campo legale nel suo libro Rational Choice in an Uncertain World:
 La critica di Mason si riferisce tuttavia ad un impiego deviato del test: in Italia nessun magistrato riterrebbe valida un'ipotesi del genere motivata su un solo singolo test psicologico. Nemmeno gli psicodiagnosti produrrebbero una diagnosi sulla scorta di ciò (Lucia Boncori, Teoria e tecniche dei test, Bollati Boringhieri 1993).

## Nella cultura di massa
Le tavole di Rorschach hanno ispirato il nome di un personaggio fumettistico della DC Comics del fumetto Watchmen (da cui è stato tratto l'omonimo film) il cui nome è proprio Rorschach, poiché veste, come maschera, un panno con macchie che ricordano quelle del test. Lo stesso test viene poi usato nella storia per analizzare il personaggio, mentre si trova rinchiuso in carcere.